# Hysterocrates robustus sulcifer
Hysterocrates robustus sulcifer is een spinnenondersoort in de taxonomische indeling van de vogelspinnen (Theraphosidae).
Het dier behoort tot het geslacht Hysterocrates. De wetenschappelijke naam van de soort werd voor het eerst geldig gepubliceerd in 1908 door Embrik Strand.